# Барбери (Пескара)
Барбери (итал. Barberi) је насеље у Италији у округу Пескара, региону Абруцо.
Према процени из 2011. у насељу је живело 1244 становника. Насеље се налази на надморској висини од 87 м.